# Irig
Irig (serbocroata cirílico: Ириг; húngaro: Ireg o Ürög) es un municipio y villa de Serbia perteneciente al distrito de Sirmia de la provincia autónoma de Voivodina.
En 2011 su población era de 10 866 habitantes, de los cuales 4415 vivían en la villa y el resto en las 11 pedanías del municipio. La mayoría de la población se compone de serbios (8534 habitantes), con una minoría de magiares (762 habitantes).
Se ubica en el cruce de las carreteras 21 y 313, unos 10 km al sur de Novi Sad.

## Pedanías
- Velika Remeta
- Vrdnik
- Grgeteg
- Dobrodol
- Jazak
- Krušedol Prnjavor
- Krušedol Selo
- Mala Remeta
- Neradin
- Rivica
- Šatrinci